# المراوى (الوزيرة)

تعديل مصدري - تعديل

المراوى محلة تابعة لقرية الغشيمية، التابعة لعزلة الوزيرة بمديرية فرع العدين إحدى مديريات محافظة إب في الجمهورية اليمنية، بلغ تعداد سكانها 41 حسب تعداد اليمن لعام 2004.